# Benjamin Constant do Sul
Benjamin Constant do Sul là một đô thị thuộc bang Rio Grande do Sul, Brasil. Đô thị này có diện tích 132,396 km², dân số năm 2007 là 2256 người, mật độ 17,04 người/km².